# نمك تلخة رشنو (حسينية انديمشك)
نمك تلخة رشنو (بالفارسية: نمک‌تلخه‌رشنو) هي قرية تقع في إيران في قسم حسینیة الريفي. يقدر عدد سكانها بـ 224 نسمة .